# XHHM-FM
XHHM-FM conocida como La Caliente 90.5 es una estación de radio con licencia en la ciudad de Delicias, Chihuahua, México. Transmite en 90.5 MHz de Frecuencia Modulada con 25 kW de potencia.

## Historia
El 22 de julio de 1964 la estación se concesionó a Lilián Calderón de Guillemot con identificativo XEHM-AM en los 1480 kHz a 1 kW de potencia diurna. El 3 de julio de 1969 se expidió un nuevo título de concesión que fue firmado por Roberto Boone Menchaca del naciente Grupo Radio Divertida.
El 16 de noviembre de 1976 la estación cambió su titularidad a nombre de "X.E.H.M., S.A" y fue formalmente cedida a Grupo Radio Divertida. El 18 de enero de 2005 se autorizó la operación nocturna de la estación a 500 watts de potencia.
El 19 de octubre de 2011 se autorizó cambiar la frecuencia de AM por una de FM quedando como XHHM-FM en los 90.5 MHz con 25 kW de potencia. La frecuencia de AM fue apagada en 2013.

## Formato
La estación ha pasó por el formato HM Radio. Actualmente maneja el formato La Caliente, basado en el de la estación XET-FM de Monterrey, Nuevo León que consiste en la transmisión de música regional mexicana.